# Chlorotettix serius
Chlorotettix serius är en insektsart som beskrevs av Carl Stål 1862. Chlorotettix serius ingår i släktet Chlorotettix och familjen dvärgstritar. Inga underarter finns listade i Catalogue of Life.